# جورجيوس برينتيزيس
جورجيوس برينتيزيس (باليونانية: Γιώργος Πρίντεζης)‏ مواليد 22 فبراير 1985، هو لاعب كرة سلة يوناني ويحمل الرقم 15. يبلغ طوله 6 قدم 9 بوصة (2.1 م).

## فرق لعب لها
- نادي أولمبياكوس لكرة السلة
- نادي أولمبياكوس لكرة السلة

## الميداليات
| الميدالية | المسابقة                         |
| --------- | -------------------------------- |
| برونزية   | بطولة أمم أوروبا لكرة السلة 2009 |

## روابط خارجية
- جورجيوس برينتيزيس على موقع الاتحاد الدولي لكرة السلة (الإنجليزية)
- جورجيوس برينتيزيس على موقع الدوري الأوروبي لكرة السلة (الإنجليزية)
- جورجيوس برينتيزيس على موقع الدوري الإسباني لكرة السلة (الإسبانية)
- جورجيوس برينتيزيس على موقع كرة السلة الأوروبية.كوم (الإنجليزية)
- جورجيوس برينتيزيس على موقع DraftExpress.com (الإنجليزية)
- جورجيوس برينتيزيس على موقع ريلجم (الإنجليزية)
- جورجيوس برينتيزيس على موقع بروبوليرز (الإنجليزية)
- جورجيوس برينتيزيس على موقع سبورتس رفرنس (الإنجليزية)
- جورجيوس برينتيزيس على موقع اللجنة الأولمبية الدولية (الإنجليزية)
- جورجيوس برينتيزيس على موقع أوليمبيديا (الإنجليزية)